# 제5상륙군단
제5(V)상륙군단(V Amphibious Corps (VAC))은 태평양 전쟁에서 편성되었던 제5함대 상륙군단으로도 알려져 있는 미국 해병대의 군단이다.

## 역사
1943년 8월 25일, 캘리포니아주 캠프 엘리어트(Camp Elliot)에서 태평양 함대 상륙군단을 기반으로 편성되어, 9월에 하와이 진주만으로 옮겨갔다.
1944년 타라와와 사이판, 1945년 이오섬에 참전하였다.
종전 이후, 1946년 1월 15일, 군단은 폐지되어 모든 전력이 함대해병군으로 정리되었다.

## 지휘부

### 군단장
1. 대장 Holland M. Smith 홀랜드 스미스[*]: 1943년 8월 25일 – 1944년 7월 11일
2. 대장 Harry Schmidt 헤리 쉬미트[*]: 1944년 7월 12일 – 1946년 2월 15일, 해체

### 참모장
1. 준장 Graves B. Erskine 그리브스 B. 에스킨[*]: 1943년 8월 - 1944년 8월
2. 준장 William W. Rogers 윌리엄 W. 로저스[*]: 1944년 8월 - 1945년 12월
3. 준장 Dudley S. Brown 두들리 S. 브라운[*]: 1945년 12월 - 1946년 2월

### 군단 포병대 지휘관
1. 준장 Thomas E. Bourke 토머스 B. 보크[*]
2. 대령 John S. Letcher 존 S. 레쳐[*]: 1944년 7월 - 1945년 6월

### 인사장교
1. 중령 Albert F. Metze 앨버트 F. 메즈[*]
2. 대령 David A. Stafford 데이비드 A. 스테포드[*]: 1944년 10월 - 1946년 2월

### 정보장교
1. 중령 St. Julien R. Marshall 세인트 줄리엔 R. 마셜[*]: 1943년 8월 - 1944년 10월
2. 대령 Thomas R. Yancey 토머스 R. 얀시[*](미국 육군)

### 작전장교
1. 대령 John C. McQueen 존 C. 맥퀸[*]: 1943년 8월 - 1944년 8월
2. 대령 Edward A. Craig 에드워드 A. 크래그[*]: 1944년 8월 - 1945년 4월
3. 대령 Walter W. Wensinger 월터 W. 웬싱거[*]: 1945년 - 1946년 2월

### 군수장교
1. 대령 Raymond E. Knapp 레이먼드 E. 냅[*]: 1943년 8월 - 1944년 4월
2. 대령 William F. Brown 윌리엄 F. 브라운[*]

## 부대

### 해병대
- 제2해병사단
- 제3해병사단
- 제4해병사단
- 제5해병사단
- 상륙정찰대대 (중대에서 시작)

### 육군
- 제7보병사단
- 제27보병사단
- 제32보병사단
- 제24(XXIV)군단 포병대

### 해군
- 제6해군건설여단 (티니안, 사이판)
- 제9해군건설여단 (이오지마)

## 기록

### 참전
- 태평양 전쟁
  - 타라와 전투
  - 마킨 전투
  - 퀘제린 전투
  - 에니웨톡 전투
  - 사이판 전투
  - 틴란 전투
  - 이오지마 전투

### 표창
| 스트리머 그림 | 스트리머 이름                            | 연도              | 내역                                            |
| ------------- | ---------------------------------------- | ----------------- | ----------------------------------------------- |
|               | 대통령 부대 표창 스트리머                | 1945년년          | 이오지마                                        |
|               | 해군부대상장 스트리머                    | 1945년            | 이오지마                                        |
|               | 아시아-태평양 전역 스트리머와 4개 동성장 | 1943년년 ~ 1946년 | 길버트 제도, 마셜 제도, 마리아나 제도, 이오지마 |
|               | 제2차 세계 대전 전승 스트리머            | 1943–1946         | 태평양 전쟁                                     |

## 같이 보기
- 제3해병원정군, 태평양 전쟁 당시의 제3상륙군단.